# Ad Mellaard
Ad Mellaard (Stad aan 't Haringvliet, 19 november 1942) is een Nederlands voormalig voetballer die als linker verdediger speelde.
Mellaard begon zijn loopbaan bij VV SNS. Hij speelde in het seizoen 1966/67 voor Fortuna Vlaardingen en speelde vanaf 1967 negen seizoenen voor N.E.C.. Aansluitend ging hij voor Vitesse spelen waar hij in 1980 zijn loopbaan besloot. Mellaard speelde ook voor het militaire elftal. Hij werd trainer in het amateurvoetbal en trainde onder andere SV TOP, ESA, CHRC en HVCH. Mellaard werd later scout bij N.E.C. en werkte in de Voetbal Academie N.E.C./FC Oss als hersteltrainer.